# Masters de tennis masculin 2002
La Masters Cup 2002 est la 33e édition du Masters de tennis masculin, qui réunit les huit meilleurs joueurs disponibles en fin de saison ATP en simple. Exceptionnellement, les huit meilleures équipes de double ne sont pas réunies cette année-là.

## Faits marquants
(A venir)

## Simple

### Participants
Albert Costa, au-delà du top 8, entre en tant que vainqueur d'un tournoi du Grand Chelem dans l'année. Cette règle ne profitant qu'à 1 joueur le mieux classé, Thomas Johansson, dans la même position mais moins bien classé, ne peut donc en profiter également. Il entre malgré tout en tant que remplaçant après le deuxième match d'Andre Agassi. Tim Henman est lui victime de cette règle en tant que 8e mondial.
| Rang mondial | Rang Masters | Joueur              |
| ------------ | ------------ | ------------------- |
| 1            | 1            | Lleyton Hewitt      |
| 2            | 2            | Andre Agassi / R.1  |
| 3            | 3            | Marat Safin         |
| 4            | 4            | Juan Carlos Ferrero |
| 5            | 5            | Carlos Moyà         |
| 6            | 6            | Roger Federer       |
| 7            | 7            | Jiří Novák          |
| 8            |              | Tim Henman          |
| 9            |              | Andy Roddick        |
| 10           |              | Tommy Haas          |
| 11           | 8            | Albert Costa        |
| 12           |              | David Nalbandian    |
| 13           |              | Guillermo Cañas     |
| 14           | R.1          | Thomas Johansson    |

Thomas Johansson remplace Andre Agassi après 2 matchs

 Fernando González no 17 deuxième remplaçant n'a pas joué.

### Phase de groupes

#### Groupe rouge
- Résultats

| Joueur 1       | Joueur 2       | Score          |
| Lleyton Hewitt | Albert Costa   | 6-2, 4-6, 6-3  |
| Carlos Moyà    | Marat Safin    | 6-4, 7-5       |
| Carlos Moyà    | Lleyton Hewitt | 6-4, 7-5       |
| Albert Costa   | Marat Safin    | 3-6, 6-4, 6-3  |
| Lleyton Hewitt | Marat Safin    | 6-4, 2-6, 6-4  |
| Carlos Moyà    | Albert Costa   | 7-69, 3-6, 6-4 |

- Classement

| #  | Rang | Joueur         | Matches G - P | Sets G - P |
| -- | ---- | -------------- | ------------- | ---------- |
| 1. | 5    | Carlos Moyà    | 3 - 0         | 6 - 1      |
| 2. | 1    | Lleyton Hewitt | 2 - 1         | 4 - 4      |
| 3. | 8    | Albert Costa   | 1 - 2         | 4 - 5      |
| 4. | 3    | Marat Safin    | 0 - 3         | 2 - 6      |

#### Groupe or
- Résultats

| Joueur 1            | Joueur 2            | Score          |
| Roger Federer       | Juan Carlos Ferrero | 6-3, 6-4       |
| Jiří Novák          | Andre Agassi        | 7-5, 6-1       |
| Roger Federer       | Jiří Novák          | 6-0, 4-6, 6-2  |
| Juan Carlos Ferrero | Andre Agassi        | 7-5, 2-6, 7-68 |
| Juan Carlos Ferrero | Jiří Novák          | 7-5, 6-3       |
| Roger Federer       | Thomas Johansson    | 6-3, 7-5       |

- Classement

| #  | Rang | Joueur              | Matches G - P | Sets G - P |
| -- | ---- | ------------------- | ------------- | ---------- |
| 1. | 6    | Roger Federer       | 3 - 0         | 6 - 1      |
| 2. | 4    | Juan Carlos Ferrero | 2 - 1         | 4 - 3      |
| 3. | 7    | Jiří Novák          | 1 - 2         | 3 - 4      |
| 4. | 2    | Andre Agassi        | 0 - 2         | 1 - 4      |
| 5. | R    | Thomas Johansson    | 0 - 1         | 0 - 2      |

### Phase finale
|  |                     |            |                |            |            |                     |     |        |        |        |        |        |        |        |
|  | 1/2 finale          | 1/2 finale | 1/2 finale     | 1/2 finale | 1/2 finale |                     |     | Finale | Finale | Finale | Finale | Finale | Finale | Finale |
|  |                     |            |                |            |            |                     |     |        |        |        |        |        |        |        |
|  |                     |            |                |            |            |                     |     |        |        |        |        |        |        |        |
|  | Carlos Moyà         | (5)        | 7              | 4          | 4          |                     |     |        |        |        |        |        |        |        |
|  | Carlos Moyà         | (5)        | 7              | 4          | 4          |                     |     |        |        |        |        |        |        |        |
|  | Juan Carlos Ferrero | (4)        | 68             | 6          | 6          |                     |     |        |        |        |        |        |        |        |
|  | Juan Carlos Ferrero | (4)        | 68             | 6          | 6          | Juan Carlos Ferrero | (4) | 5      | 5      | 6      | 6      | 4      |        |        |
|  |                     |            |                |            |            | Juan Carlos Ferrero | (4) | 5      | 5      | 6      | 6      | 4      |        |        |
|  |                     |            | Lleyton Hewitt | (1)        | 7          | 7                   | 2   | 2      | 6      |        |        |        |        |        |
|  | Roger Federer       | (6)        | Lleyton Hewitt | (1)        | 7          | 7                   | 2   | 2      | 6      | 5      | 7      | 5      |        |        |
|  | Roger Federer       | (6)        |                |            |            |                     |     |        |        | 5      | 7      | 5      |        |        |
|  | Lleyton Hewitt      | (1)        | 7              | 5          | 7          |                     |     |        |        |        |        |        |        |        |
|  | Lleyton Hewitt      | (1)        | 7              | 5          | 7          |                     |     |        |        |        |        |        |        |        |